# Ahléns City
La Ciudad de Ahléns (en sueco: Åhléns City) es un centro comercial sueco, ubicado en la calle Klarabergsgatan 50, ocupa toda la cuadra y está en el centro de Estocolmo.
Fue inaugurado el 9 de septiembre de 1964 y galardonado con el Premio Kasper Salin en 1966. Sus fundadores fueron Johan Petter Ahlén y Erik Holm, Ahléns.
La fachada está dominada por un gran reloj y el nombre de la compañía en letras doradas. El reloj está sincronizado en tiempo y sonido con la Iglesia de Santa Clara y la radio de Suecia.
Ganadora del premio ISA.